# 今村孝矢
今村 孝矢（いまむら たかや、1966年4月10日 - ）は、日本のゲームクリエイター。大阪国際工科専門職大学工科学部教授。
かつては任天堂株式会社情報開発本部制作部に所属していた。

## 来歴

### 生い立ち
1966年4月に奈良県北葛城郡で生まれる。父親は漫画家として主に4コマ漫画や新聞の挿絵などを手がけており大阪府の心斎橋に事務所を構えて毎日通っていたが、通勤に時間がかかるという理由から小学4年生の時に兵庫県宝塚市に引っ越すことになる。転校後の小学校ではこれまで住んでいた田舎との環境の違いから周囲とあまりなじめなかったためもっぱら弟と遊び、段ボールですごろくを作って自ら絵を描いたり野球盤を自作したりするなど、ゲーム作りに勤しんでいた。
高校は宝塚にある公立高校を希望していたものの教師から偏差値が足りないから無理と言われていたが、親から奈良県の橿原学院高等学校に美術科があると紹介されて興味を持ち進学する。高校では絵の上手な友人たちから刺激を受け、漫画研究会に入り作品作りも行った。
大学は映像を学ぶために映像学科に行きたいと考えていたが、就職率の良さや親からの後押しにより大阪芸術大学デザイン学科に進学。在学中には、卒業後は玩具会社に入り『ゾイド』のようなオリジナル玩具を作りたいと漠然と考え、ゲームが仕事になるとは全く考えていなかった。しかし、就職活動をする先輩がコナミに入社したと知ってゲーム会社を志望するようになり、自身の就職活動ではコナミと任天堂に応募する。その後、先に任天堂から採用の連絡が届き、母親からの勧めや『ゼルダの伝説』『スーパーマリオブラザーズ』を手掛けた宮本茂を知っていたことが後押しとなり、任天堂に入社する。

### 任天堂へ入社
1989年に任天堂に入社し、宮本茂がリーダーを務める部署の情報開発本部に配属、以降、宮本の作品に多くかかわることになる。今村が初めて携わった作品は、入社から1年半後の1990年11月21日にスーパーファミコン本体と同時発売された『F-ZERO』。1991年発売の『ゼルダの伝説 神々のトライフォース』のオブジェクトデザインを手掛けた後、1993年には『スターフォックス』が発売。『F-ZERO』と『スターフォックス』はその後シリーズ化し、今村の代表作として知られるようになる。
ニンテンドーDSが発売された2000年代中期以降の任天堂はゲーム人口の拡大を掲げてカジュアルなゲームを多くリリースしていたこともあり、ゲームらしいゲームをあまり作れなかったと今村は語っている。一方、2010年代にはスターフォックスシリーズの監修とともに新作の『スティールダイバー』（2011年）や『Tank Troopers』（2016年）を手掛けている。
2021年1月20日付の自身のTwitterアカウントで、任天堂を同日に退社したことを報告した。

### フリーランス転向後
2021年4月より大阪国際工科専門職大学にて工科学部の教授に就任し、デジタルエンタテインメント学科CGアニメーションコースを担当。その傍らでフランス語の漫画作品『OMEGA 6』を手掛け2022年11月にフランスの出版社Omaké Booksより単行本が発売、また、これを原作とするゲーム作品『オメガ6 ザ・トライアングルスターズ』の制作にも関わり2024年7月に発売された。
ゲーム雑誌『ニンテンドードリーム』 2021年6月号より連載コラム「今村教授の七転八記」開始。

## 人物
- 血液型はA型[1]。
- 似顔絵が得意で、小学校高学年頃から友達や先生の似顔絵を描いていた[3]。2000年には、テレビ番組『TVチャンピオン』の企画「全国似顔絵職人選手権」に出演している[7]。
- ディズニー公認イラストレーターのカズ・オオモリは高校時代の同級生で、卒業後も交流がある[3]。
- 任天堂在籍時に行ったキャラクターデザインで一番苦労したのは『ゼルダの伝説 ムジュラの仮面』に登場する鬼神リンクだとしている[8]。
- 任天堂を退社する際、社内に置いてあった、『ゼルダの伝説 ムジュラの仮面』に登場する「ムジュラの仮面」とスターフォックスシリーズの戦闘機「アーウィン」の巨大フィギュアを記念に自宅に持ち帰っている[4]。

## 作品

### コンピュータゲーム

#### 任天堂在籍時代
- F-ZEROシリーズ
  - F-ZERO：デザイン
  - F-ZERO X：チーフデザイン・コースデザイン
  - F-ZERO GX：監修
  - F-ZERO ファルコン伝説：監修
  - F-ZERO CLIMAX：監修・キャラクターデザイン
- ゼルダの伝説シリーズ
  - ゼルダの伝説 神々のトライフォース：オブジェクトデザイン
  - ゼルダの伝説 ムジュラの仮面：アートディレクション
- スターフォックスシリーズ
  - スターフォックス：CGデザイン
  - スターフォックス64：アートディレクション
  - スターフォックスアドベンチャー：監修
  - スターフォックス アサルト：コ・プロデュース
  - スターフォックス コマンド：プロデュース
  - スターフォックス64 3D：監修
  - スターフォックス ゼロ：監修
  - スターフォックス ガード：監修
- ワイルドトラックス：CGデザイン
- ゲームボーイ版ドンキーコング：CGデザイン
- スティールダイバー：ディレクション
- STEELDIVER SUBWARS：ディレクション
- Tank Troopers：ディレクション

#### フリーランス時代
- GRAPPIN（2023年、POLYLABO） - 主人公キャラクターデザイン[9]
- オメガ6 ザ・トライアングルスターズ（2024年、シティコネクション）

### 漫画
- OMEGA 6（2022年、Omaké Books（フランス語版））

### その他
- 一般社団法人 日本ゲーム展示協会 公式キャラクター「ペンジー君」のデザイン（2024年）[10][11]